# Юрченко Юрій Васильович
Юрій Васильович Юрченко (рос. Юрий Васильевич Юрченко; нар. 4 квітня 1955, Одеса) — російський поет, актор та письменник українського походження. Учасник терористичного угрупування «Донецька народна республіка», активний учасник Російської збройної агресії проти України на Донбасі на стороні Росії, член так званої «Спілки журналістів ДНР», «поет ДНРівского тероризму». Фігурант бази «Миротворець».

## Життєпис
Народився 4 квітня 1955 року в Одесі, в пересильній в'язниці, за власними словами, у батьків-ув'язнених.
У 1989 році виїхав до Німеччини, з 1992 мешкає у Франції, Президент театральної асоціації «Les Saisons Russes».

### Російсько-українська війна
На початку червня 2014 року приїхав на Донбас, став першим членом «ДНР», який отримав посвідчення так званого «військового кореспондента ДНР». Був «офіційним журналістом» диверсанта Гіркіна, займався перекладом звернень та новин терористів французькою мовою.
20 серпня 2014 року під Іловайськом був взятий у полон батальйоном «Донбас». 8 вересня 2014 року був обміняний на чотирьох вояків батальйону «Донбас». Після полону лікувався в Москві у шпиталі, де його відвідав так званий «міністр Оборони ДНР» Гіркін і вручив медаль «За оборону Слов'янська» номер 0001. 
У червні 2015 року Юрченко разом з балетною трупою так званого «Донецького театру опери і балету» провели у Москві Пушкінський день під егідою проекту «Слово про Новоросію».

## Нагороди, премії та звання
- Медаль «За оборону Слов'янська» (№ 0001)[8]
- Медаль «За Бойові Заслуги ДНР»
- Відзнака «Захисник Новоросії» (з мечем)
- Член Союзу російських письменників, Спілок письменників Москви і Росії, Спілки театральних діячів Росії.
- Лауреат Міжнародного поетичного турніру "Золоте перо" (Москва, 2006), у номінації "кращий поет-лірик".
- Лауреат Міжнародного літературного Волошинского конкурсу в номінації 'драматургія' (Коктебель, 2013).
- Лауреат Фатьянівської премії (2015)
- Лауреат премії ім. Анни Ахматової (журнал «Юность», 2015)

## Публікації
- Юрченко Юрий Васильевич: Донбасс. Стихи и проза // © Copyright Юрченко Юрий Васильевич, © ArtOfWar, 1998-2018